# The Plow Girl
The Plow Girl er en amerikansk stumfilm fra 1916 af Robert Z. Leonard.

## Medvirkende
- Mae Murray som Margot.
- Elliott Dexter som John Stoddard.
- Theodore Roberts som Varney.
- Charles K. Gerrard som Lord Percy Brentwood.
- Edythe Chapman som Lady Brentwood.